# MOVIT Zavod za razvoj mobilnosti mladih
MOVIT Zavod za razvoj mobilnosti mladih (krajše Movit, Ljubljana) je zasebni zavod, ustanovljen leta 1997. Sedež ima v Ljubljani. Opravlja dejavnost nevladne organizacije na področju mladinskega sektorja.
V programskem obdobju EU 2021–2027 izvaja programe Erasmus+: Mladina in Evropska solidarnostna enota. Poleg tega izvaja naloge Eurodeska, brezplačnega mladinskega infoservisa Evropske komisije in podpornega centra SALTO za Jugovzhodno Evropo.
Izdaja revijo Mladje. Podprl je kratke dokumentarne filme Luksuz produkcije Zadnji pionirji (2013) in Sosedje platna (2014). 

## Zgodovina
Movit izvaja programe EU od maja 1999, ko je Slovenija vstopila v program Mladi za Evropo III., ki se je nadaljeval s programi Mladina (2000–2006), Mladi v akciji (2007–2013) in Erasmus+: Mladi v akciji (2014–2020). Med letoma 2009 in 2013 je izvajal naloge informacijske pisarne programa Evropa za državljane.
Program SALTO izvaja od leta 2002, program Evropska solidarnostna enota pa od leta 2018.
Del njegovih dejavnosti (npr. evropsko mladinsko kartico EURO<26) sta prevzela Avantis, zavod za mednarodne aktivnosti in sodelovanje, (od l. 2004, ukinjen l. 2018) in Mobin, Zavod za mobilnost in informiranje mladih (od l. 2010, l. 2020 preimenovan v SLOAM, Agencija za mlade).